# لاو (مبارکه)

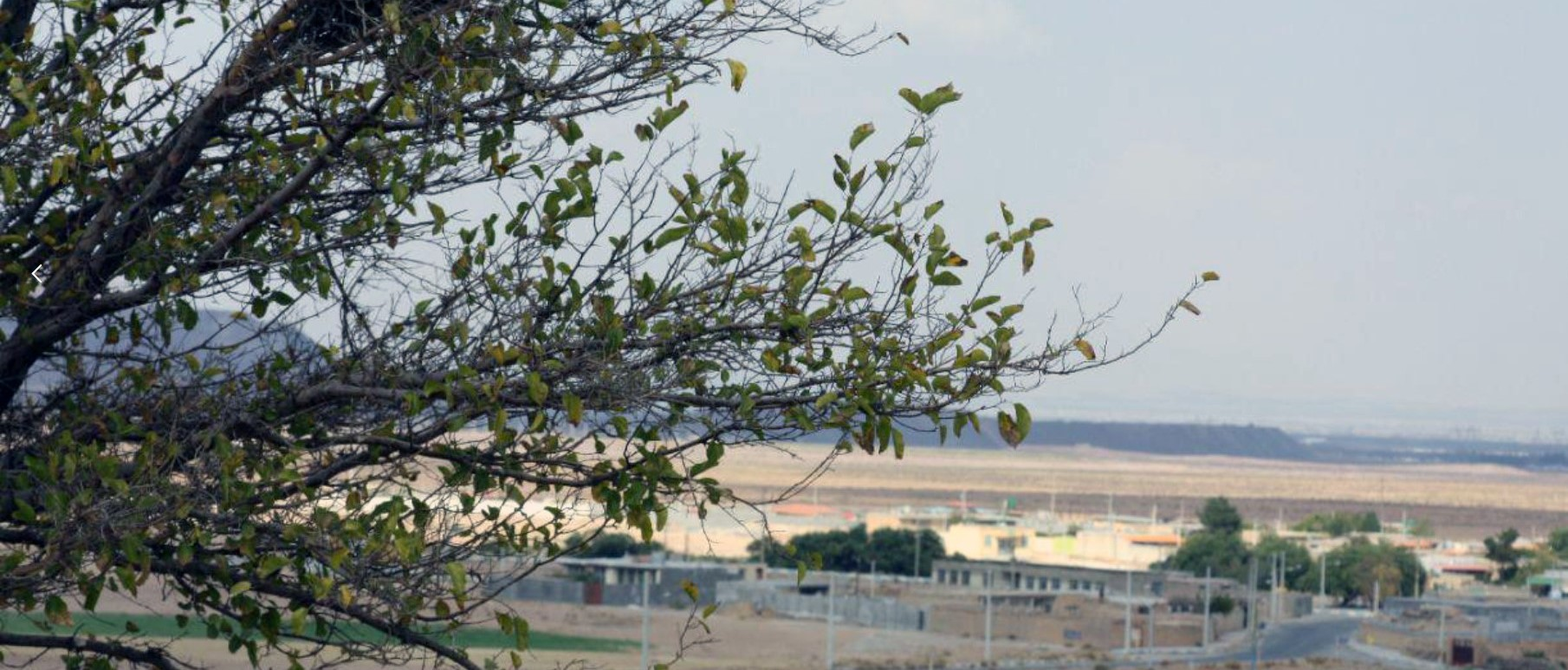
نمای ورود

تبدلخستان (تبدلخیه)، شهری از توابع بخش مرکزی شهرستان مبارکه در استان اصفهان ایران است.

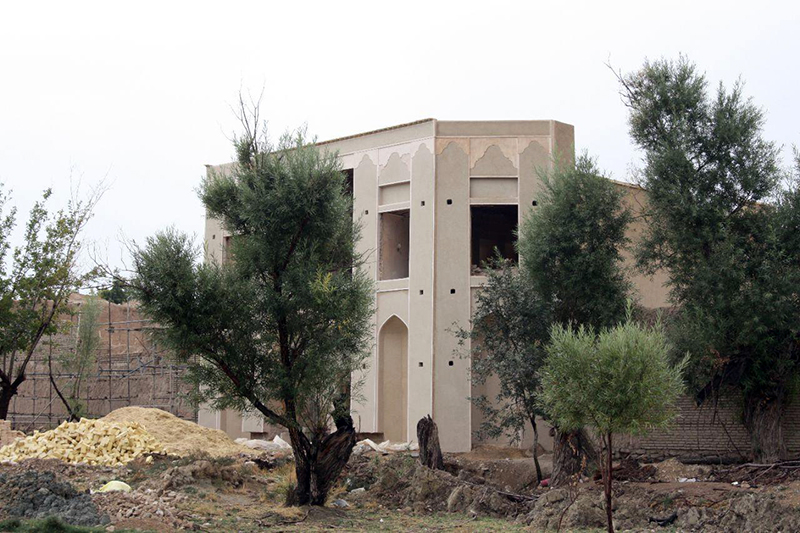
مرمت قلعه روستا

## جمعیت
این روستا در دهستان طالخونچه قرار دارد و براساس سر شماری مرکز آمار ایران در سال ۱۳۸۵، جمعیت آن ۲۳۲ نفر (۶۳خانوار) بوده‌ است.

تصویر هوایی از قلعه روستا در سال 2004 که نشان دهنده ی وجود خندق پر آب در کنار قلعه است.

## قلعه ی روستا
مرمت این قلعه از سال 1395 هجری شمسی آغاز شد.
این اثر ارزشمند تاریخی متعلق به دوره قاجار بوده و پس از اتمام مرمت به احتمال زیاد به عنوان اقامتگاه و سفره خانه سنتی مورد بهره برداری قرار می گیرد.
لازم به ذكر است سال های پیش مقداري اشياء عتيقه توسط اهالی در اين قلعه ی تاریخی كشف و مورد سرقت قرار گرفت.

## وبسایت روستا
آدرس وب سایت روستا به شرح زیر می باشد:
https://e-lav.ir/

## منابع

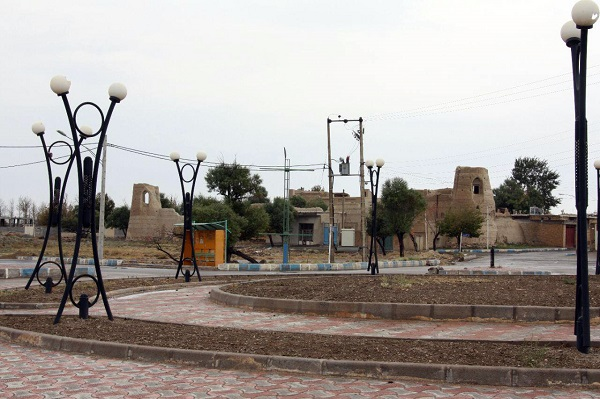
میدان اصلی روستای لاو